# Parennefer
Nem tévesztendő össze a XVIII. dinasztia végén élt Parennefer főpappal.
Parennefer („a szép nevű”) ókori egyiptomi tisztségviselő Ehnaton fáraó idején. Thébában és Ahet-Atonban (ma: El-Amarna) is maradt fenn magánsírja.
Már Ehnaton trónra lépése előtt közeli tanácsadója volt, később „a király pohárnoka”, „a király kezeinek megmosója”, „a mesteremberek elöljárója” és „az Aton birtokán folyó minden munka felügyelője” lett. Nagy szerepet töltött be az Amarna-kori építészeti stílus kialakításában.
Két sír is készült számára. Az első még Thébában; ez a TT188 jelű, befejezetlenül maradt sír az amarnai sziklasírok előképe. Ennek egy felirata kijelenti, hogy az ember minden istent kell, hogy tiszteljen, de Atont mindnél inkább. Emellett megfigyelhető rajta a világról alkotott felfogásban a III. Amenhotep és Ehnaton uralkodása alatt végbement változás: a korábban antropomorfként ábrázolt királyi ka lélek elvontabb lett (később az ahet-atoni ábrázolások már sehol nem ábrázolják emberalakban).
Második sírja az amarnai déli sziklasírok közti EA7-es sír. A többi amarnai sírhoz hasonlóan kelet-nyugati tájolású. Szépen díszített homlokzata az Atont imádó királyi családot ábrázolja harci kocsikkal, testőrökkel és magának Parennefernek térdelő alakjával. A bejárattól egy folyosó vezet befelé, balra a sírba lépő királyi családot – Ehnatont, Nofertitit és első három lányukat – ábrázolják, jobbra az Atonhoz imádkozó Parennefert. Innen lépünk be a hosszú, keskeny csarnokba, amely merőleges a sír tengelyére. Ennek dekorációja befejezetlen, sok helyen csak a vázlatos körvonalak láthatóak. Északi végében két egymásból nyíló, ismeretlen rendeltetésű kamra szintén befejezetlen maradt. A csarnok díszítésein a királyi pár áll a Megjelenések Ablakában, mögöttük látszik a belvárosi palota belseje, a három legidősebb hercegnő, valamint Nofertiti húga, Mutbenret alakja. Az ezalatt látható jelenetben Parennefer kitüntetéseket kap, egy vázlatos ábrázoláson pedig hazafelé tart kocsiján, otthon felesége és zenészek várják. Egy csak nyomokban fennmaradt ábrázoláson valószínűleg Parennefer háza és kertje lett volna látható. További képek többek közt az emelvényen ülő uralkodót ábrázolták volna. A bejárattal szemben elkezdték egy belső helyiségbe vagy sírkamrába vezető ajtó kialakítását.